# 坎耶·韦斯特2020年美国总统竞选活动
肯伊·威斯特于2020 年 7 月 4 日的独立日在Twitter宣布了他的2020年总统竞选活动。韦斯特参选的想法始于他于2015年8月首次宣布参选计划时。韦斯特选择了怀俄明州的传教士米歇尔·蒂德鲍尔 (Michelle Tidball) 作为他的竞选搭档。外界認為韦斯特的政治傾向为“一个带有共和党倾向、亲黑人”的右翼。
2020 年 7 月 16 日，竞选团队向联邦选举委员会提交了一份候选人声明。 韦斯特在俄克拉荷马州获得了投票资格，并在南卡罗来纳州举行了集会。